# São João do Itaperiú
São João do Itaperiú är en kommun i Brasilien.   Den ligger i delstaten Santa Catarina, i den södra delen av landet, 1 200 km söder om huvudstaden Brasília. Antalet invånare är 3 438.
I omgivningarna runt São João do Itaperiú växer i huvudsak städsegrön lövskog. Runt São João do Itaperiú är det ganska tätbefolkat, med 129 invånare per kvadratkilometer.